# Edgbaston Cup 1984
Birmingham Classic 1984 — жіночий тенісний турнір, що проходив на відкритих трав'яних кортах. Належав до Світової чемпіонської серії Вірджинії Слімс 1984. Відбувся в Edgbaston Priory Club у Бірмінгемі (Англія) Велика Британія і тривав з 11 до 17 червня 1984 року.

## Учасниці
| \| Спортсменка \| Країна \| Сіяна \| \| ---------------- \| ------ \| ----- \| \| Пем Шрайвер \| \| 1 \| \| Зіна Гаррісон \| \| 2 \| \| Кеті Ріналді \| \| 3 \| \| Пем Кеселі \| \| 4 \| \| Алісія Молтон \| \| 5 \| \| Кім Шефер \| \| 6 \| \| Розалін Феербенк \| \| 7 \| \| Джоанн Расселл \| \| 8 \| \| Шерон Волш \| \| 9 \| \| Беттіна Бюнге \| \| 10 \| \| Енн Вайт \| \| 11 \| \| N/A \| N/A \| 12 \| \| Мері-Лу П'ятек \| \| 13 \| \| Венді Вайт \| \| 14 \| | Нижче наведено гравчинь, які пробились в основну сітку через стадію кваліфікації: - Лі Антонопліс - Кетлін Каммінгс - Хетер Ладлофф - Тіна Мочідзукі - Клаудія Монтейру - Беверлі Моулд - Бренда Ремілтон - Джулі Салмон Нижче наведено учасниць, які потрапили до основної сітки як щасливий лузер: - Сьюзен Лео - Моллі Ван Ностранд |       |
| Спортсменка | Країна | Сіяна |
| Пем Шрайвер | США | 1     |
| Зіна Гаррісон | США | 2     |
| Кеті Ріналді | США | 3     |
| Пем Кеселі | США | 4     |
| Алісія Молтон | США | 5     |
| Кім Шефер | США | 6     |
| Розалін Феербенк | ПАР | 7     |
| Джоанн Расселл | США | 8     |
| Шерон Волш | США | 9     |
| Беттіна Бюнге | Західна Німеччина | 10    |
| Енн Вайт | США | 11    |
| N/A | N/A | 12    |
| Мері-Лу П'ятек | США | 13    |
| Венді Вайт | США | 14    |

## Фінальна частина

### Одиночний розряд
Пем Шрайвер —  Енн Вайт 7–6, 6–3
- Для Шрайвер це був другий титул за сезон і 7-й — за кар'єру.

### Парний розряд
Леслі Аллен /  Енн Вайт —  Барбара Джордан /  Елізабет Соєрс 7–5, 6–3
- Для Аллен це був 2-й титул за сезон і 6-й — за кар'єру. Для Вайт це був 4-й титул за сезон і за кар'єру.